# Mirta Koželj
Mirta Koželj, slovenska kardiologinja, univerzitetna profesorica in političarka

## Študij
Kot študentka je prejela dve Prešernovi nagradi.
Magistrirala je leta 1988 (Primerjava med kirurškim in nekirurškim zdravljenjem funkcionalne trikuspidalne insuficience pri bolnikih z mitralno srčno napako). Leta 1993 je doktorirala kot specialistka interne medicine in kardiologije z vaskularno medicino (Ehokardiografska študija gibanja trikuspidalnega obroča pri zdravih preiskovancih in pri bolnikih s funkcionalno trikuspidalno insuficienco).

## Delo
Leta 1982 se je zaposlila na kliničnem oddelku za kardiologijo v UKC Ljubljana.
Njeno ožje raziskovalno področje so ehokardiografija, infekcijski endokarditis in prirojene srčne napake.
Od leta 2008 je bila predstojnica kliničnega oddelka za kardiologijo. Do leta 2018 je vodila službo za kardiologijo na Pediatrični kliniki. Je predsednica Zdravstvenega sveta, ustanovljenega 1. julija 2022.

## Gibanje Svoboda
Leta 2022 se je pridružila slovenski politični stranki Gibanje Svoboda, kjer je januarja 2022 prevzela mesto predsednice sveta stranke. 16. januarja 2023 je s tega položaja odstopila.